# Lijst van onroerend erfgoed in Rotselaar
Een overzicht van het onroerend erfgoed in de gemeente Rotselaar. Het onroerend erfgoed maakt deel uit van het cultureel erfgoed in België.

## Bouwkundig erfgoed
| Object                                                    | Erfgoedstatus? | Bouwjaar of architect | Deelgemeente | Adres                      | Coördinaten                   | Nummer? | Afbeelding                              |
| --------------------------------------------------------- | -------------- | --------------------- | ------------ | -------------------------- | ----------------------------- | ------- | --------------------------------------- |
| Parochiekerk Sint-Petrus                                  | Monument       |                       | Rotselaar    | Dorpsplein 19              | 50° 57' 5" NB, 4° 42' 34" OL  | 42695   | Parochiekerk Sint-Petrus                |
| Abdij Vrouwenpark, heden klooster der Paters Montfortanen | Monument       |                       | Rotselaar    | Aarschotsesteenweg 39      | 50° 56' 33" NB, 4° 44' 19" OL | 42696   | Upload foto                             |
| Kasteel van Terheiden                                     | Monument       |                       | Rotselaar    | Torenhoflaan 67            | 50° 57' 30" NB, 4° 43' 21" OL | 42697   | Kasteel van Terheiden                   |
| Pastorie, dubbelhuis                                      | Monument       |                       | Rotselaar    | Pastorijstraat 6           | 50° 57' 10" NB, 4° 42' 33" OL | 42702   | Pastorie, dubbelhuis                    |
| Kapel Onze-LieveVrouw-van-Zeven-Smarten                   | Monument       |                       | Rotselaar    | Steenweg op Wezemaal       | 50° 57' 37" NB, 4° 44' 33" OL | 42704   | Kapel Onze-LieveVrouw-van-Zeven-Smarten |
| Parochiekerk Sint-Jan-Baptist                             | Monument       |                       | Werchter     | Werchterplein              | 50° 58' 15" NB, 4° 41' 38" OL | 42706   | Parochiekerk Sint-Jan-Baptist           |
| Onze-Lieve-Vrouwekapel, barokkapel                        |                |                       | Werchter     | Hanewijk                   | 50° 58' 19" NB, 4° 41' 20" OL | 42707   | Onze-Lieve-Vrouwekapel, barokkapel      |
| Tweeverdiepingshuis 1686                                  |                |                       | Werchter     | Werchterplein 37           | 50° 58' 15" NB, 4° 41' 36" OL | 42710   | Tweeverdiepingshuis 1686                |
| Woning einde XVII                                         |                |                       | Werchter     | Sint Jansstraat 42         | 50° 58' 17" NB, 4° 41' 51" OL | 42715   | Woning einde XVII                       |
| Parochiekerk Sint-Martinus                                | Monument       |                       | Wezemaal     | Kerkstraat                 | 50° 56' 51" NB, 4° 45' 22" OL | 42717   | Parochiekerk Sint-Martinus              |
| Pastoriesite Sint-Martinusparochie                        | Monument       |                       | Wezemaal     | Holsbeeksebaan 8           | 50° 56' 47" NB, 4° 45' 21" OL | 42718   | Pastoriesite Sint-Martinusparochie      |
| Dubbelhuis                                                | dorpsgezicht   |                       | Wezemaal     | Kerkstraat 17              | 50° 56' 52" NB, 4° 45' 16" OL | 42719   | Dubbelhuis                              |
| Dubbelhuis XVIII B                                        | dorpsgezicht   |                       | Wezemaal     | Kerkstraat 21              | 50° 56' 51" NB, 4° 45' 14" OL | 42720   | Dubbelhuis XVIII B                      |
| Dubbelhuis XVIII                                          |                |                       | Wezemaal     | Steenweg op Nieuwrode 33   | 50° 56' 52" NB, 4° 45' 29" OL | 42722   | Dubbelhuis XVIII                        |
| Hoekhuis ca. 1800                                         | dorpsgezicht   |                       | Wezemaal     | Aarschotsesteenweg 194     | 50° 56' 54" NB, 4° 45' 12" OL | 42724   | Hoekhuis ca. 1800                       |
| Dubbelhuis                                                | dorpsgezicht   |                       | Wezemaal     | Aarschotsesteenweg 199-201 | 50° 56' 54" NB, 4° 45' 10" OL | 42726   | Dubbelhuis                              |
| Huis XVIII                                                | dorpsgezicht   |                       | Wezemaal     | Aarschotsesteenweg 209     | 50° 56' 55" NB, 4° 45' 13" OL | 42727   | Huis XVIII                              |
| Langshuis                                                 | dorpsgezicht   |                       | Wezemaal     | Aarschotsesteenweg 221     | 50° 56' 57" NB, 4° 45' 16" OL | 42728   | Langshuis                               |
| Tweeverdiepingshuis 1758                                  | dorpsgezicht   |                       | Wezemaal     | Steenweg op Nieuwrode 5    | 50° 56' 54" NB, 4° 45' 21" OL | 42730   | Tweeverdiepingshuis 1758                |
| Drielindenkapel                                           | Monument       |                       | Rotselaar    | Drielindenstraat           |                               | 200027  | Upload foto                             |
| Brouwerij Mena                                            | Monument       |                       | Rotselaar    | Provinciebaan 2            | 50° 57' 3" NB, 4° 42' 40" OL  | 200037  | Brouwerij Mena                          |
| De Wijnmuur                                               |                |                       | Wezemaal     |                            |                               | 200168  | De Wijnmuur                             |
| Watermolen op de Winge                                    | Monument       |                       | Wezemaal     | Molenbaan 2                |                               | 200169  | Watermolen op de Winge                  |
| Mariakapel                                                | Monument       |                       | Werchter     | Hogeweg                    |                               | 200170  | Mariakapel                              |
| Kapel Onze-Lieve-Vrouw van Bijstand                       | Monument       |                       | Wezemaal     | Beninksstraat              |                               | 200171  | Kapel Onze-Lieve-Vrouw van Bijstand     |
| Maalderij Van Dooren                                      | Monument       |                       | Rotselaar    | Molenstraat 2              | 50° 56' 50" NB, 4° 42' 11" OL | 200216  | Maalderij Van Dooren                    |
| Kapel Onze-Lieve-Vrouw-van de akker                       | Monument       |                       | Rotselaar    | Torenstraat                | 50° 57' 11" NB, 4° 42' 53" OL | 201023  | Kapel Onze-Lieve-Vrouw-van de akker     |
| Regahof                                                   |                |                       | Rotselaar    | Steenweg op Gelrode 73-75  |                               | 214121  | Regahof                                 |
| Boerenburgerhuis met dienstgebouwen                       |                |                       | Rotselaar    | Zallakenstraat 22          |                               | 214123  | Boerenburgerhuis met dienstgebouwen     |
| Meulderkapel                                              |                |                       | Werchter     | Demerbroekstraat           |                               | 214124  | Meulderkapel                            |
| Langgestrekte hoeve                                       |                |                       | Werchter     | Preterstraat 53            |                               | 214125  | Langgestrekte hoeve                     |
| Langgestrekte hoeve                                       |                |                       | Werchter     | Varentstraat 91            |                               | 214126  | Langgestrekte hoeve                     |
| Pachthof Loftuyl                                          |                |                       | Wezemaal     | Beninksstraat 40           |                               | 214843  | Pachthof Loftuyl                        |
| Onze-Lieve-Vrouwekapel                                    |                |                       | Rotselaar    | Spoorwegstraat             |                               | 215665  | Onze-Lieve-Vrouwekapel                  |
| Sint-Adriaanskapel                                        |                |                       | Werchter     | Varentstraat               |                               | 216478  | Sint-Adriaanskapel                      |
| Baileybrug                                                |                |                       | Werchter     | Veerpont                   |                               | 216479  | Baileybrug                              |
| Herberg Schipke                                           |                |                       | Werchter     | Beverlaak 104              |                               | 216560  | Herberg Schipke                         |
| Heilig Hartbeeld                                          | landschap      |                       | Wezemaal     | Pad naar 't Heilig Hart    |                               | 305775  | Heilig Hartbeeld                        |

### Bouwkundige gehelen
| Object             | Erfgoedstatus? | Bouwjaar of architect | Deelgemeente | Adres | Coördinaten | Nummer? | Afbeelding         |
| ------------------ | -------------- | --------------------- | ------------ | --- | ----------- | ------- | ------------------ |
| Dorpskern Wezemaal |                |                       | Wezemaal     | Aarschotsesteenweg, Holsbeeksebaan, Kerkstraat, Langestraat, Rigessel, Sint-Jobsweg, Steenweg op Nieuwrode |             | 302533  | Dorpskern Wezemaal |